# Xauxa
Xauxa o terra de Xauxa és un país imaginari ple d'abundància i on tothom pot viure sense treballar. El nom pot provenir de Jauja (ciutat peruana) que antigament s'escrivia "Xauxa", que es podia identificar amb les fabuloses riqueses del Perú descrites per Pizarro.

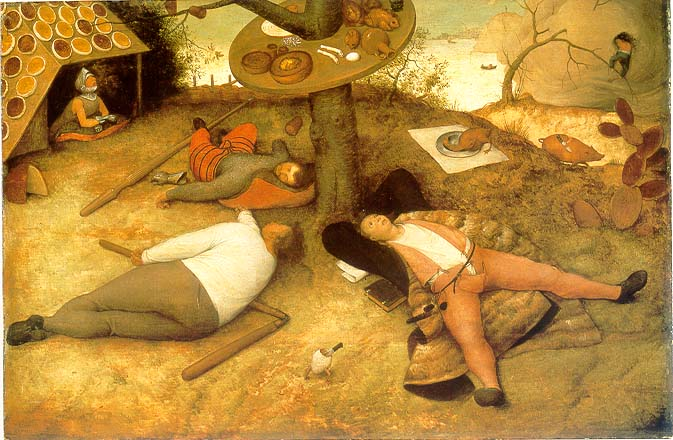
Detall de Terra de Xauxa, de Pieter Brueghel el Vell (1567)

Abans del descobriment d'Amèrica, durant l'edat mitjana, hom l'anomenava terra de Cucanya; en l'imaginari de l'època es creia que els seus habitants vivien entre rius de vi i de llet, que les muntanyes eren de formatge i que dels arbres penjaven garrins rostits amb un ganivet al llom, llestos per a ser promptament degustats. Pieter Brueghel el Vell en va fer un quadre famós anomentat La terra de Xauxa (1567).
D'aquesta noció en deriva la tradició napolitana, estesa després per altres països llatins, del joc de la cucanya, que consisteix a enfilar-se per un pal relliscós per a obtenir el premi que hi ha a dalt de tot (en general quelcom per a menjar, com un pernil).
Els germans Grimm van escriure'n un conte, Das Märchen vom Schlaraffenland.
En la cultura catalana recent, Xauxa és present en diverses obres: ha donat nom, entre d'altres, a una sardana de Jaume Sala i Casals (Anem a Xauxa), a una obra de teatre infantil de Salvador Bonavia i Panyella (Quimet I, rei de Xauxa), a una cançó de Joan Borràs i de Palau, La presó de Xauxa, amb lletra d'Apel·les Mestres, i a un àlbum del grup La Trinca i a un altre de Pau Riba (El rei de Xauxa).